# Armhaar

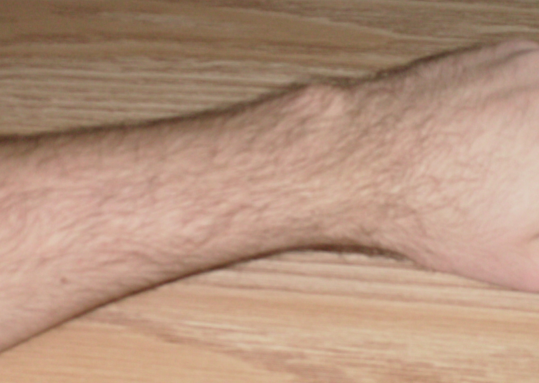
Armhaar bij een man

Armhaar is de benaming voor haar dat op de armen van mensen groeit. Soms bedekt het ook delen van de elleboog.
Armhaar wordt in Nederland gezien als een typisch mannelijk verschijnsel, omdat mannen meer terminaal haar op hun armen hebben groeien, waardoor het - vooral als zij zwart haar hebben - duidelijker te zien is. Het haar groeit voornamelijk op de onderarm tot aan de pols, maar is soms ook te zien op de bovenarm en op de hand.
Het terminaal haar op de armen is een secundair geslachtskenmerk bij jongens en ontwikkelt zich in de laatste fasen van de puberteit. Als voor die periode al haar op de armen groeit, is dit lang en stevig vellushaar, maar dit komt over het algemeen niet vaak voor. De armen van zowel jongens als meisjes zijn bedekt met vellushaar: vooral bij jongens verandert dit in de puberteit in het dikkere terminaal haar, maar het kan ook bij sommige jonge vrouwen en meisjes voorkomen.